# Fikret Hodžić
Fikret Hodžić, född 1953 i Trnopolje, död 1992, var en professionell kroppsbyggare från Bosnien och Hercegovina.
Han var överlägsen inom sporten i före detta Jugoslavien och vann 15 år i rad samt vann 3:e plats på 1981 Mr. Universe i Kairo, Egypten .
Hodžić mördades av serbiska paramilitärer, nämligen hans elev som var med paramilitären, under de första dagarna av kriget i Bosnien och Hercegovina. Hans kvarlevor hittades i en massgrav i januari 2009.